# Ponto Kostur

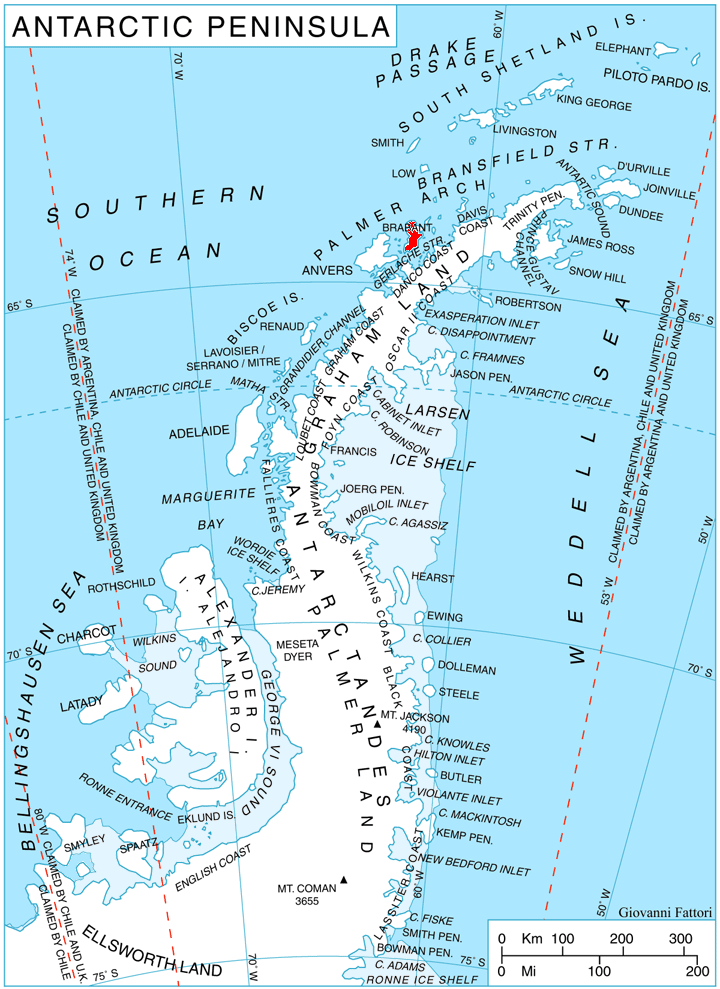
Localização da Ilha de Brabante na região da Península Antártica.

Kostur Point ( em búlgaro:  нос Костур    , 'Nos Kostur' \ 'nos kos-'tur \) é o ponto na costa leste da Ilha de Brabante, no arquipélago de Palmer, na Antártica projetando 1,4 km ao sul em Baía Colina .
O ponto é nomeado após o assentamento de Kostur, no sudeste da Bulgária .

## Localização
Está localizado em 64° 09′ 55″ S, 62° 03′ 56″ O
Kostur Point está localizado no 64° 09′ 55″ S, 62° 03′ 56″ O   que fica

## Mapas
- Banco de dados digital antártico (ADD). Escala 1: 250000 mapa topográfico da Antártica. Comitê Científico de Pesquisa Antártica (SCAR). Desde 1993, regularmente atualizado e atualizado.
- Território Antártico Britânico. Mapa topográfico da escala 1: 200000. Série DOS 610, folha W 64 62. Diretoria de Pesquisas no Exterior, Tolworth, Reino Unido, 1980.
- Ilha de Brabante para as ilhas argentinas. Escala 1: 250000 mapa topográfico. Pesquisa Antártica Britânica, 2008.